# Örtofta socken
Örtofta socken i Skåne ingick i Harjagers härad, uppgick 1969 i Eslövs stad och området ingår sedan 1971 i Eslövs kommun och motsvarar från 2016 Örtofta distrikt.
Socknens areal är 13,89 kvadratkilometer varav 13,63 land. År 2000 fanns här 571 invånare. Örtofta slott, tätorterna Örtofta och Väggarp med sockenkyrkan Örtofta kyrka ligger i socknen.

## Administrativ historik
Socknen har medeltida ursprung. 
Vid kommunreformen 1862 övergick socknens ansvar för de kyrkliga frågorna till Örtofta församling och för de borgerliga frågorna bildades Örtofta landskommun. Landskommunen uppgick 1952 i Harrie landskommun som upplöstes 1969 då denna del uppgick i Eslövs stad som ombildades 1971 till Eslövs kommun. Församlingen uppgick 2006 i Eslövs församling.
1 januari 2016 inrättades distriktet Örtofta, med samma omfattning som församlingen hade 1999/2000.  
Socknen har tillhört län, fögderier, tingslag och domsagor enligt vad som beskrivs i artikeln Harjagers härad. De indelta soldaterna tillhörde Norra skånska infanteriregementet, Frosta och Onsjö kompanier.

## Geografi
Örtofta socken ligger sydväst om Eslöv kring Bråån med Kävlingeån i söder. Socknen är en odlad slättbygd.

## Fornlämningar
Boplatser från stenåldern är funna. Från bronsåldern finns gravhögar.

## Namnet
Namnet skrevs på mitten av 1100-talet Ertiftä och kommer från den forna kyrkbyn, nu gården Örtofta slott. Namnet innehåller ör, 'grusjord' och toft, 'tomt'..